# 維爾特半島
73°27′S 80°40′W / 73.450°S 80.667°W
維爾特半島是南極洲的半島，位於埃爾斯沃思地，處於埃爾塔寧灣和弗拉德雷爾灣之間，長37公里，美國地質調查局根據測量和美國海軍空中照片被繪入地圖。